# Kateřina Siniaková
| Rang                 | Tennisspielerin         | Wochen |
| -------------------- | ----------------------- | ------ |
| 1.                   | Martina Navratilova     | 237    |
| 2.                   | Liezel Huber            | 199    |
| 3.                   | Cara Black              | 163    |
| 4.                   | Kateřina Siniaková      | 161    |
| 5.                   | Lisa Raymond            | 137    |
| 6.                   | Natallja Swerawa        | 124    |
| 7.                   | Arantxa Sánchez Vicario | 111    |
| 8.                   | Roberta Vinci           | 110    |
| Stand: 21. Juli 2025 |                         |        |

Kateřina Siniaková (* 10. Mai 1996 in Hradec Králové) ist eine tschechische Tennisspielerin.
Ihre größten Erfolge waren der Triumph bei den Doppelkonkurrenzen der Australian Open (2022, 2023, 2025), der French Open (2018, 2021), in Wimbledon (2018, 2022, 2024), bei den US Open (2022) sowie den Olympischen Sommerspielen in Tokio. Außerdem gewann sie 2018 mit Tschechien den Fed Cup. Am 22. Oktober 2018 wurde sie die 41. Nummer eins der Doppel-Weltrangliste.

## Familie
Siniaková stammt aus einer russisch-tschechischen Familie. Ihr Vater Dmitri Siniakov stammt aus Moskau, ihre Mutter Hana aus Hradec Králové.
Ihr Vater, der sich in seiner Jugend dem Boxen widmete, fungiert als Konditionstrainer seiner Tochter. Siniaková absolvierte in ihrer Heimatstadt das Sprachengymnasium PSJG und spricht außer Tschechisch noch Englisch, Deutsch und Russisch.

## Karriere

### Juniorinnenkarriere: 2012 und 2013
Siniaková, die im Alter von fünf Jahren mit dem Tennisspielen begann, war eine herausragende Juniorin. 2012 gewann sie mit der Trofeo Bonfiglio sowie dem Osaka Mayor’s Cup zwei bedeutende Juniorenwettbewerbe und kletterte damit bis auf Platz zwei der Juniorinnen-Tennisweltrangliste. Im Jahr darauf erreichte sie zunächst das Finale bei den Australian Open, das sie gegen Ana Konjuh verlor. Im Doppel gewann sie im selben Jahr zusammen mit Barbora Krejčíková die Juniorinnentitel bei den French Open, in Wimbledon und bei den US Open.
2012 sammelte Siniaková erste Erfahrungen auf dem ITF Women’s Circuit und gewann dort 2013 ihren ersten Profititel. Anschließend gab sie in Miami, wo sie mit einer Wildcard in der Qualifikation an den Start ging, ihr Debüt auf der WTA Tour. Nach zwei Siegen gelang ihr dort sogleich der Sprung in die erste Runde des Hauptfelds, in der sie in drei Sätzen an Garbiñe Muguruza scheiterte. Bis zum Ende des Jahres gewann sie auf der ITF-Tour zwei weitere Turniere der $25.000-Kategorie.

### 2014 bis 2016
2014 trat Siniaková bei den Australian Open erstmals in der Qualifikation eines Grand-Slam-Turniers an und konnte dort ebenfalls auf Anhieb ins Hauptfeld vorstoßen, wo sie zum Auftakt jedoch Sarina Dijas unterlag. In Istanbul errang sie als Qualifikantin ihren ersten Sieg in der Hauptrunde eines WTA-Turniers. Aufgrund eines starken Saisonendspurts mit dem Erzielen ihres ersten WTA-Halbfinals beim Kremlin Cup in Moskau, wo sie erst von Anastassija Pawljutschenkowa gestoppt wurde, sowie dem Gewinn eines ITF-Turniers der $50.000-Kategorie, wurde sie Ende des Jahres erstmals unter den Top 100 der Weltrangliste geführt.
Auch im Doppel gelang Siniaková nach dem Gewinn ihres ersten WTA-Titels in Taschkent zusammen mit Aleksandra Krunić der Einzug in die besten 100 der Welt. 2015 konnte Siniaková bei den Australian Open nach einem Erstrundenerfolg über Jelena Wesnina ihren ersten Hauptrundensieg bei einem Grand-Slam-Turnier verbuchen. Außerdem errang sie an der Seite von Belinda Bencic vor heimischer Kulisse in Prag ihren zweiten WTA-Doppeltitel. Für den Rest der Saison blieb sie aber besonders im Einzel hinter den Erwartungen zurück und fiel dort wieder aus der Liste der besten 100 Spielerinnen der Welt heraus.
2016 gewann Siniaková in Trnava bei einem Turnier der $100.000-Kategorie ihren bis dahin größten Titel und stürmte in der Doppelkonkurrenz bei den anschließenden French Open gemeinsam mit ihrer Juniorinnenpartnerin Barbora Krejčíková ins Halbfinale. Zudem kam sie in Wimbledon zum ersten Mal die dritte Runde im Einzelwettbewerb eines Grand-Slam-Turniers und erreichte im Anschluss in Båstad gegen Laura Siegemund und in Tokio gegen Christina McHale ihre ersten beiden Einzelfinals auf der WTA-Tour, in denen sie jedoch jeweils als Unterlegene vom Platz ging. Trotzdem stand sie zum Saisonende im Einzel erstmals unter den Top 50 der Welt.

### Durchbruch im Einzel und Doppel: 2017 und 2018
Im Jahr darauf konnte Siniaková zum Saisonauftakt in Shenzhen nach einem Finalsieg über Alison Riske ihren ersten WTA-Titel im Einzel erringen, auf den im Juli in Båstad, wo sie nach dem Vorjahr erneut ins Finale vorstieß, ihre ersten beiden WTA-Titel im Einzel erringen. Dabei schlug sie mit Simona Halep und Johanna Konta in China sowie Caroline Wozniacki im Finale in Schweden gleich drei Spielerinnen aus den Top 10 der Welt. Ansonsten waren ihre Leistungen im Einzel sehr wechselhaft; bei den Einzelwettbewerben aller vier Grand-Slam-Turniere schied sie jeweils in der ersten Runde aus. Deutlich konstanter verlief die Saison 2017 im Doppel, wo sie mit ihrer Landsfrau Lucie Hradecká startete. Das Duo erreichte fünf Endspiele, darunter das Finale beim Premier Mandatory-Turnier in Indian Wells. Bei den US Open rückte Siniaková dann an der Seite von Hradecká in ihr erstes Grand-Slam-Finale vor, wo sich die beiden aber Chan Yung-jan und Martina Hingis geschlagen geben mussten.
2018 konnte Siniaková sowohl im Einzel als auch im Doppel gute Ergebnisse erzielen. So erreichte sie in Shenzhen erneut das Endspiel, musste sich dieses Mal aber Simona Halep geschlagen geben. In Paris, London und New York stand sie jeweils in der dritten Runde des Einzelwettbewerbs und untermauerte damit ihre gute Form. Durch das anschließende Erreichen des Viertelfinals bei den großen chinesischen Turnieren in Wuhan und Peking, wo sie aus der Qualifikation kommend Anett Kontaveit und Caroline Wozniacki unterlag, erzielte sie im Oktober mit Rang 31 ihre bisher beste Einzelplatzierung in der Weltrangliste. Im Doppel tat sie sich wieder mit Barbora Krejčíková zusammen, mit der sie schon zu Juniorinnenzeiten große Erfolge feiern konnte.
Nachdem sie in Miami gegen Ashleigh Barty und Coco Vandeweghe noch ihr siebtes Doppelfinale in Folge verlor, errang sie gemeinsam mit ihrer Landsfrau bei den French Open nach einem glatten Endspielerfolg über Eri Hozumi und Makoto Ninomiya ihren ersten Grand-Slam-Titel, auf den in Wimbledon der zweite folgte; dieses Mal nach einem Sieg über Nicole Melichar und Květa Peschke. Am 22. Oktober wurde Siniaková die 41. Nummer eins der Doppelweltrangliste im Damentennis und bekleidete diese Position bis zu ihrer Ablösung durch Kristina Mladenovic insgesamt 33 Wochen. Gegen Mladenovic und deren Doppelpartnerin Tímea Babos unterlagen Krejčíková und Siniaková schließlich auch im Finale der WTA Championships 2018 in Singapur.

### Höhepunkte der Doppellaufbahn: 2019 bis 2021
2019 verlief für Siniaková im Einzel weniger erfolgreich. Ihr bestes Resultat war der Einzug in die vierte Runde bei den French Open, wo sie in der dritten Runde die amtierende Weltranglistenerste Naomi Ōsaka glatt in zwei Sätzen besiegen konnte, ehe sie im Achtelfinale an Madison Keys scheiterte. Zudem erreichte sie in Nürnberg und beim WTA-Turnier in den New Yorker Bronx das Halbfinale. Im Doppel gewann sie zunächst an der Seite von Aleksandra Krunić in Sydney, mit Krejčíková zusammen konnte sie zwei weitere Titel beim Rogers Cup in Toronto sowie in Linz gewinnen und stand in Wimbledon noch einmal im Halbfinale. Bei den WTA Championships 2019 der besten acht Teams in Shenzhen schieden sie nach nur einem Sieg zu zwei Niederlagen in der Gruppenphase aus. Zwar besiegten die beiden Gabriela Dabrowski und Xu Yifan, verloren jedoch gegen Hsieh Su-wei und Barbora Strýcová sowie Samantha Stosur und Zhang Shuai.
Anfang 2020 gewannen die beiden zum Saisonauftakt in Shenzhen und erreichten bei den Australian Open erstmals das Halbfinale, in dem sie abermals Hsieh und Strýcová unterlagen. Nach der coronabedingten Saisonunterbrechung, erreichten Siniaková und Krejčíková auch bei den verschobenen French Open das Halbfinale, in dem sie gegen die späteren Siegerinnen Kristina Mladenovic und Tímea Babos ausschieden. Im Einzel stand Siniaková nach durchschnittlichen Resultaten zum Jahresende in Dubai im Finale eines ITF-Turniers der $100.000-Kategorie, verlor aber gegen Sorana Cîrstea. Die Saison 2021 stand für Siniaková ganz im Zeichen ihrer Doppelkarriere. Gemeinsam mit Krejčíková erreichte sie zunächst zum Jahresauftakt erstmals das Endspiel der Australian Open, in dem die beiden sich Elise Mertens und Aryna Sabalenka geschlagen geben mussten, bevor sie bei den French Open ihren dritten Grand-Slam-Titel feiern konnten. Für die beiden, die sich im Endspiel gegen Bethanie Mattek-Sands sowie Iga Świątek durchsetzten, war es der zweite Triumph in Paris. Außerdem gewannen die beiden das Premier Mandatory-Turnier in Madrid nach einem Finalerfolg über Gabriela Dabrowski und Demi Schuurs und holten bei den Olympischen Sommerspielen in Tokio die Goldmedaille im Doppel. Im Finale bezwangen sie das Schweizer Duo Belinda Bencic und Viktorija Golubic. Durch eine weitere Viertelfinalteilnahme in Wimbledon sowie dem Einzug ins Halbfinale von Cincinnati qualifizierten sich Siniaková und Krejčíková souverän zum dritten Mal in Folge für die WTA Championships in Guadalajara. Dort rückten sie nach drei Vorrundensiegen gegen die Paarungen Hsieh Su-wei und Elise Mertens, Alexa Guarachi und Desirae Krawczyk sowie Sharon Fichman und Giuliana Olmos souverän ins Halbfinale vor, in dem sie Nicole Melichar-Martinez und Demi Schuurs besiegten. Nach einem weiteren Erfolg im Endspiel gegen Hsieh/Mertens, holten die beiden Tschechinnen ihren ersten Sieg bei den WTA-Meisterschaften und beendeten die Saison klar als bestes Doppelteam. Daneben gewann Siniaková an der Seite von Jeļena Ostapenko den Titel beim Premier-Turnier in Moskau, wo sie im Finale gegen Nadija Kitschenok und Raluca Olaru gewannen, und schloss somit 2021 zum zweiten Mal nach 2018 wieder als Nummer eins der Doppelweltrangliste ab.
Zwar blieben ihre 2021 erzielten Resultate im Einzel deutlich hinter denen im Doppel zurück, trotzdem zog Siniaková sowohl bei den French Open als auch in Wimbledon in die dritte Runde ein. Daneben erreichte sie das Halbfinale in Parma, wo sie unter anderem Serena Williams schlagen konnte, und kam nach ihrem bislang siebten Top-10-Erfolg im Einzel über Garbiñe Muguruza das Achtelfinale beim Premier 5-Turnier in Montreal. hr bestes Einzelresultat erzielte Siniaková 2021 mit dem Erreichen ihres sechsten Einzelfinals in Bad Homburg; dort musste sie sich jedoch Angelique Kerber geschlagen geben.

### Seit 2022
Anfang 2022 rückten die Topgesetzten Siniaková und Krejčíková bei den Australian Open wie schon im Vorjahr ins Endspiel vor und konnten nach einem Sieg über Anna Danilina und Beatriz Haddad Maia in Australian ihren ersten Grand-Slam-Titel sowie ihren vierten insgesamt feiern. An der Seite von Bernarda Pera gewann Siniaková davor noch ein kleineres Turnier in Melbourne.
Am 11. September 2022 gewann sie mit Barbora Krejčíková auch erstmals die US Open im Doppel. Damit erzielten beide einen so genannten Karriere-Grand-Slam; das heißt, sie haben jedes der vier Grand-Slam-Turniere mindestens ein Mal gewonnen.

### Billie Jean King Cup
2017 wurde Siniaková zum Viertelfinalduell gegen Spanien erstmals in die tschechische Fed-Cup-Mannschaft einberufen. Beim glatten 3:0-Sieg der Tschechinnen im Endspiel des Fed-Cup 2018 über die Mannschaft der USA gewann sie gegen Sofia Kenin und Alison Riske beide Einzelpartien. Insgesamt hat sie für ihr Land bisher zwölf Matches im Einzel und Doppel bestritten, von denen sie sechs gewinnen konnte (Einzelbilanz 4:2).

## Turniersiege

### Einzel
| Nr. | Datum              | Turnier             | Kategorie         | Belag             | Finalgegnerin          | Ergebnis        |
| --- | ------------------ | ------------------- | ----------------- | ----------------- | ---------------------- | --------------- |
| 1.  | 10. März 2013      | Frauenfeld          | ITF $10.000       | Teppich (Halle)   | Kathinka von Deichmann | 6:3, 4:6, 6:4   |
| 2.  | 18. August 2013    | Middelkerke         | ITF $25.000       | Hartplatz         | Kateřina Vaňková       | 6:1, 6:3        |
| 3.  | 6. Oktober 2013    | Budapest            | ITF $25.000       | Sand              | Alberta Brianti        | 3:6, 6:2, 6:1   |
| 4.  | 17. November 2013  | Sowade              | ITF $25.000       | Teppich (Halle)   | Nina Zander            | 6:1, 6:3        |
| 5.  | 1. Juni 2014       | Maribor             | ITF $25.000       | Sand              | Yvonne Neuwirth        | 6:1, 7:5        |
| 6.  | 2. November 2014   | Nantes              | ITF $50.000       | Hartplatz (Halle) | Ons Jabeur             | 7:5, 6:2        |
| 7.  | 15. Mai 2016       | Trnava              | ITF $100.000      | Sand              | Anastasija Sevastova   | 7:64, 5:7, 6:0  |
| 8.  | 7. Januar 2017     | Shenzhen            | WTA International | Hartplatz         | Alison Riske           | 6:3, 6:4        |
| 9.  | 30. Juli 2017      | Båstad              | WTA International | Sand              | Caroline Wozniacki     | 6:3, 6:4        |
| 10. | 7. August 2022     | Grodzisk Mazowiecki | ITF W100          | Hartplatz         | Magda Linette          | 6:4, 6:1        |
| 11. | 18. September 2022 | Portorož            | WTA 250           | Hartplatz         | Jelena Rybakina        | 6:74, 7:65, 6:4 |
| 12. | 1. Juli 2023       | Bad Homburg         | WTA 250           | Rasen             | Lucia Bronzetti        | 6:2, 7:65       |
| 13. | 22. Oktober 2023   | Nanchang            | WTA 250           | Hartplatz         | Marie Bouzková         | 1:6, 7:65, 7:64 |
| 14. | 5. Mai 2024        | Lleida              | WTA Challenger    | Sand              | Mayar Sherif           | 6:4, 4:6, 6:3   |
| 15. | 2. August 2025     | Warschau            | WTA Challenger    | Hartplatz         | Viktorija Golubic      | 6:1, 6:2        |

### Doppel
| Nr. | Datum              | Turnier            | Kategorie              | Belag             | Partnerin           | Finalgegnerinnen                        | Ergebnis          |
| --- | ------------------ | ------------------ | ---------------------- | ----------------- | ------------------- | --------------------------------------- | ----------------- |
| 1.  | 16. Juni 2012      | Jablonec nad Nisou | ITF $10.000            | Sand              | Wiktorija Kan       | Martina Borecká Petra Krejsová          | 6:4, 6:3          |
| 2.  | 22. Juni 2013      | Lenzerheide        | ITF $25.000            | Sand              | Belinda Bencic      | Weronika Kudermetowa Diāna Marcinkēviča | 6:0, 6:2          |
| 3.  | 10. August 2013    | Hechingen          | ITF $25.000            | Sand              | Barbora Krejčíková  | Laura-Ioana Andrei Laura Thorpe         | 6:1, 6:4          |
| 4.  | 31. Mai 2014       | Maribor            | ITF $25.000            | Sand              | Barbora Krejčíková  | Cindy Burger Daniela Seguel             | 6:0, 6:1          |
| 5.  | 13. September 2014 | Taschkent          | WTA International      | Hartplatz         | Aleksandra Krunić   | Margarita Gasparjan Alexandra Panowa    | 6:2, 6:1          |
| 6.  | 3. November 2014   | Limoges            | WTA Challenger         | Hartplatz (Halle) | Renata Voráčová     | Tímea Babos Kristina Mladenovic         | 2:6, 6:2, [10:5]  |
| 7.  | 1. Mai 2015        | Prag               | WTA International      | Sand              | Belinda Bencic      | Kateryna Bondarenko Eva Hrdinová        | 6:2, 6:2          |
| 8.  | 10. Juni 2018      | French Open        | Grand Slam             | Sand              | Barbora Krejčíková  | Eri Hozumi Makoto Ninomiya              | 6:3, 6:3          |
| 9.  | 14. Juli 2018      | Wimbledon          | Grand Slam             | Rasen             | Barbora Krejčíková  | Nicole Melichar Květa Peschke           | 6:4, 4:6, 6:0     |
| 10. | 12. Januar 2019    | Sydney             | WTA Premier            | Hartplatz         | Aleksandra Krunić   | Eri Hozumi Alicja Rosolska              | 6:1, 7:63         |
| 11. | 10. August 2019    | Toronto            | WTA Premier 5          | Hartplatz         | Barbora Krejčíková  | Anna-Lena Grönefeld Demi Schuurs        | 7:5, 6:0          |
| 12. | 12. Oktober 2019   | Linz               | WTA International      | Hartplatz (Halle) | Barbora Krejčíková  | Barbara Haas Xenia Knoll                | 6:4, 6:3          |
| 13. | 11. Januar 2020    | Shenzhen           | WTA International      | Hartplatz         | Barbora Krejčíková  | Duan Yingying Zheng Saisai              | 6:2, 3:6 [10:4]   |
| 14. | 7. Februar 2021    | Melbourne          | WTA 500                | Hartplatz         | Barbora Krejčíková  | Chan Hao-ching Latisha Chan             | 6:3, 7:64         |
| 15. | 8. Mai 2021        | Madrid             | WTA 1000               | Sand              | Barbora Krejčíková  | Gabriela Dabrowski Demi Schuurs         | 6:4, 6:3          |
| 16. | 13. Juni 2021      | French Open        | Grand Slam             | Sand              | Barbora Krejčíková  | Bethanie Mattek-Sands Iga Świątek       | 6:4, 6:2          |
| 17. | 1. August 2021     | Tokio              | Olympische Spiele      | Hartplatz         | Barbora Krejčíková  | Belinda Bencic Viktorija Golubic        | 7:5, 6:1          |
| 18. | 23. Oktober 2021   | Moskau             | WTA 500                | Hartplatz (Halle) | Jeļena Ostapenko    | Nadija Kitschenok Raluca Olaru          | 6:2, 4:6, [10:8]  |
| 19. | 17. November 2021  | Guadalajara        | WTA Tour Championships | Hartplatz         | Barbora Krejčíková  | Hsieh Su-wei Elise Mertens              | 6:3, 6:4          |
| 20. | 9. Januar 2022     | Melbourne          | WTA 250                | Hartplatz         | Bernarda Pera       | Tereza Martincová Mayar Sherif          | 6:2, 6:77, [10:5] |
| 21. | 30. Januar 2022    | Australian Open    | Grand Slam             | Hartplatz         | Barbora Krejčíková  | Anna Danilina Beatriz Haddad Maia       | 6:73, 6:4, 6:4    |
| 22. | 19. Juni 2022      | Berlin             | WTA 500                | Rasen             | Storm Sanders       | Alizé Cornet Jil Teichmann              | 6:4, 6:3          |
| 23. | 10. Juli 2022      | Wimbledon          | Grand Slam             | Rasen             | Barbora Krejčíková  | Elise Mertens Zhang Shuai               | 6:2, 6:4          |
| 24. | 11. September 2022 | US Open            | Grand Slam             | Hartplatz         | Barbora Krejčíková  | Catherine McNally Taylor Townsend       | 3:6, 7:5, 6:1     |
| 25. | 9. Oktober 2022    | Monastir           | WTA 250                | Hartplatz         | Kristina Mladenovic | Miyu Katō Angela Kulikov                | 6:2, 6:0          |
| 26. | 29. Januar 2023    | Australian Open    | Grand Slam             | Hartplatz         | Barbora Krejčíková  | Shūko Aoyama Ena Shibahara              | 6:4, 6:3          |
| 27. | 18. März 2023      | Indian Wells       | WTA 1000               | Hartplatz         | Barbora Krejčíková  | Beatriz Haddad Maia Laura Siegemund     | 6:1, 6:73, [10:7] |
| 28. | 16. September 2023 | San Diego          | WTA 500                | Hartplatz         | Barbora Krejčíková  | Danielle Collins Coco Vandeweghe        | 6:1, 6:4          |
| 29. | 24. Februar 2024   | Dubai              | WTA 1000               | Hartplatz         | Storm Hunter        | Nicole Melichar-Martinez Ellen Perez    | 6:4, 6:2          |
| 30. | 9. Juni 2024       | French Open        | Grand Slam             | Sand              | Coco Gauff          | Sara Errani Jasmine Paolini             | 7:65, 6:3         |
| 31. | 13. Juli 2024      | Wimbledon          | Grand Slam             | Rasen             | Taylor Townsend     | Gabriela Dabrowski Erin Routliffe       | 7:65, 7:61        |
| 32. | 26. Juli 2024      | Prag               | WTA 250                | Sand              | Barbora Krejčíková  | Bethanie Mattek-Sands Lucie Šafářová    | 6:3, 6:3          |
| 33. | 27. Oktober 2024   | Guangzhou          | WTA 250                | Hartplatz         | Zhang Shuai         | Katarzyna Piter Fanny Stollár           | 6:4, 6:1          |
| 34. | 27. Januar 2025    | Australian Open    | Grand Slam             | Hartplatz         | Taylor Townsend     | Hsieh Su-wei Jeļena Ostapenko           | 6:2, 6:74, 6:3    |
| 35. | 22. Februar 2025   | Dubai              | WTA 1000               | Hartplatz         | Taylor Townsend     | Hsieh Su-wei Jeļena Ostapenko           | 7:65, 6:4         |

### Mixed

#### Turniersiege
| Nr. | Datum          | Turnier   | Kategorie         | Belag | Partner      | Finalgegner                 | Ergebnis         |
| --- | -------------- | --------- | ----------------- | ----- | ------------ | --------------------------- | ---------------- |
| 1.  | 2. August 2024 | Paris     | Olympische Spiele | Sand  | Tomáš Macháč | Wang Xinyu Zhang Zhizhen    | 6:2, 5:7, [10:8] |
| 2.  | 10. Juli 2025  | Wimbledon | Grand Slam        | Rasen | Sem Verbeek  | Joe Salisbury Luisa Stefani | 7:63, 7:63       |

## Abschneiden bei Grand-Slam-Turnieren

### Einzel
| Turnier         | 2014 | 2015 | 2016 | 2017 | 2018 | 2019 | 2020 | 2021 | 2022 | 2023 | 2024 | 2025 | Karriere |
| --------------- | ---- | ---- | ---- | ---- | ---- | ---- | ---- | ---- | ---- | ---- | ---- | ---- | -------- |
| Australian Open | 1    | 2    | 1    | 1    | 2    | 1    | 1    | 1    | 1    | 1    | 2    | 1    | 2        |
| French Open     | Q2   | 1    | 1    | 1    | 3    | AF   | 3    | 3    | 2    | 1    | 2    | 1    | AF       |
| Wimbledon       | Q1   | 1    | 3    | 1    | 3    | 2    |      | 3    | 1    | 2    | 2    | 2    | 3        |
| US Open         | Q3   | 1    | 2    | 1    | 3    | 1    | 1    | 2    | 2    | 1    | 1    |      | 3        |

Zeichenerklärung: S = Turniersieg; F, HF, VF, AF = Einzug ins Finale / Halbfinale / Viertelfinale / Achtelfinale; 1, 2, 3 = Ausscheiden in der 1. / 2. / 3. Hauptrunde; Q1, Q2, Q3 = Ausscheiden in der 1. / 2. / 3. Qualifikationsrunde; nicht ausgetragen

### Doppel
Die letzte Aktualisierung erfolgte nach dem WTA-Turnier in Berlin 2025.
| Turnier                      | 2012             | 2013              | 2014              | 2015              | 2016             | 2017              | 2018              | 2019              | 2020              | 2021              | 2022              | 2023              | 2024      | 2025      | T / T       | S/N         | Sieg%       |
| ---------------------------- | ---------------- | ----------------- | ----------------- | ----------------- | ---------------- | ----------------- | ----------------- | ----------------- | ----------------- | ----------------- | ----------------- | ----------------- | --------- | --------- | ----------- | ----------- | ----------- |
| Australian Open              | –                | –                 | –                 | 1                 | 1                | 1                 | AF                | VF                | HF                | F                 | S                 | S                 | HF        | S         | 3 / 11      | 36:8        | 82 %        |
| French Open                  | –                | –                 | –                 | AF                | HF               | HF                | S                 | 1                 | HF                | S                 | –                 | 1                 | S         | VF        | 3 / 10      | 35:7        | 83 %        |
| Wimbledon                    | –                | –                 | –                 | 2                 | 1                | AF                | S                 | HF                | n. a.             | VF                | S                 | –                 | S         | HF        | 3 / 9       | 30:6        | 83 %        |
| US Open                      | –                | –                 | –                 | 1                 | VF               | F                 | HF                | 1                 | AF                | 1                 | S                 | 2                 | HF        |           | 1 / 10      | 23:9        | 72 %        |
| WTA Finals                   | –                | –                 | –                 | –                 | –                | –                 | F                 | RR                | n. a.             | S                 | F                 | RR                | F         |           | 1 / 6       | 17:7        | 71 %        |
| Doha                         | –                | –                 | –                 | a. K.             | 1                | a. K.             | HF                | a. K.             | HF                | a. K.             | VF                | a. K.             | –         | –         | 0 / 4       | 6:4         | 60 %        |
| Dubai                        | andere Kategorie | andere Kategorie  | andere Kategorie  | AF                | a. K.            | 1                 | a. K.             | VF                | a. K.             | VF                | a. K.             | –                 | S         | S         | 2 / 6       | 10:4        | 71 %        |
| Indian Wells                 | –                | –                 | –                 | –                 | 1                | F                 | AF                | F                 | n. a.             | VF                | 1                 | S                 | F         | HF        | 1 / 9       | 23:8        | 74 %        |
| Miami                        | –                | –                 | –                 | 1                 | 1                | 1                 | F                 | 1                 | n. a.             | AF                | –                 | –                 | –         | HF        | 0 / 7       | 8:7         | 53 %        |
| Madrid                       | –                | –                 | –                 | –                 | AF               | VF                | AF                | VF                | n. a.             | S                 | AF                | –                 | –         | –         | 1 / 6       | 10:5        | 67 %        |
| Rom                          | –                | –                 | –                 | –                 | –                | VF                | 1                 | HF                | VF                | VF                | –                 | –                 | VF        | 1         | 0 / 7       | 9:7         | 56 %        |
| Kanada                       | –                | –                 | –                 | –                 | –                | 1                 | AF                | S                 | n. a.             | –                 | –                 | AF                | –         |           | 1 / 4       | 4:3         | 57 %        |
| Cincinnati                   | –                | –                 | –                 | –                 | –                | 1                 | VF                | VF                | 1                 | HF                | AF                | VF                | VF        |           | 0 / 8       | 5:8         | 38 %        |
| Guadalajara                  | n. a. bzw. a. K. | n. a. bzw. a. K.  | n. a. bzw. a. K.  | n. a. bzw. a. K.  | n. a. bzw. a. K. | n. a. bzw. a. K.  | n. a. bzw. a. K.  | n. a. bzw. a. K.  | n. a. bzw. a. K.  | n. a. bzw. a. K.  | HF                | –                 | a. K.     | a. K.     | 0 / 1       | 2:1         | 67 %        |
| Peking                       | –                | –                 | –                 | –                 | AF               | VF                | AF                | AF                | nicht ausgetragen | nicht ausgetragen | nicht ausgetragen | AF                | 1         |           | 0 / 6       | 5:6         | 45 %        |
| Wuhan                        | n. a.            | n. a.             | –                 | –                 | VF               | AF                | 1                 | 1                 | nicht ausgetragen | nicht ausgetragen | nicht ausgetragen | nicht ausgetragen | HF        |           | 0 / 5       | 6:5         | 55 %        |
| Olympische Spiele            | –                | nicht ausgetragen | nicht ausgetragen | nicht ausgetragen | –                | nicht ausgetragen | nicht ausgetragen | nicht ausgetragen | nicht ausgetragen | S                 | n. a.             | n. a.             | VF        | n. a.     | 1 / 2       | 7:1         | 88 %        |
| Billie Jean King Cup         | –                | –                 | –                 | –                 | –                | HF                | S                 | 1                 | RR                | RR                | HF                | HF                | VF        |           | 1 / 7       | 5:6         | 45 %        |
| Statistik                    | Statistik        | Statistik         | Statistik         | Statistik         | Statistik        | Statistik         | Statistik         | Statistik         | Statistik         | Statistik         | Statistik         | Statistik         | Statistik | Statistik | S/N         | S/N         | Sieg%       |
| Turnierteilnahmen            | 2                | 6                 | 13                | 17                | 18               | 22                | 18                | 20                | 10                | 16                | 14                | 13                | 19        | 9         | Gesamt: 197 | Gesamt: 197 | Gesamt: 197 |
| Erreichte Finals             | 1                | 4                 | 4                 | 3                 | 0                | 5                 | 5                 | 4                 | 2                 | 7                 | 7                 | 5                 | 7         | 2         | Gesamt: 56  | Gesamt: 56  | Gesamt: 56  |
| Gewonnene Titel              | 1                | 2                 | 3                 | 1                 | 0                | 0                 | 2                 | 3                 | 1                 | 6                 | 6                 | 3                 | 5         | 2         | Gesamt: 35  | Gesamt: 35  | Gesamt: 35  |
| Hartplatz-Siege/-Niederlagen | 0:0              | 0:0               | 12:5              | 10:11             | 11:11            | 18:13             | 21:11             | 25:14             | 16:5              | 32:8              | 30:5              | 23:9              | 30:9      | 19:4      | 247:105     | 247:105     | 70 %        |
| Sand-Siege/-Niederlagen      | 4:1              | 16:4              | 7:4               | 7:2               | 7:6              | 15:7              | 8:3               | 3:3               | 8:3               | 11:1              | 1:1               | 0:1               | 13:2      | 3:2       | 103:40      | 103:40      | 72 %        |
| Rasen-Siege/-Niederlagen     | 0:0              | 0:0               | 0:0               | 1:2               | 0:1              | 2:3               | 8:1               | 4:1               | 0:0               | 1:1               | 10:0              | 3:1               | 7:2       | 0:1       | 36:13       | 36:13       | 73 %        |
| Gesamt-Siege/-Niederlagen    | 4:1              | 16:4              | 19:9              | 18:15             | 18:18            | 35:23             | 37:15             | 32:18             | 24:8              | 44:10             | 41:6              | 26:11             | 50:13     | 22:7      | 386:158     | 386:158     | 71 %        |
| Sieg%                        | 80 %             | 80 %              | 68 %              | 55 %              | 50 %             | 60 %              | 71 %              | 64 %              | 75 %              | 81 %              | 87 %              | 70 %              | 79 %      | 76 %      | Gesamt:     | Gesamt:     | 71 %        |
| Jahresendposition            | 1083             | 348               | 86                | 58                | 35               | 13                | 1                 | 7                 | 8                 | 1                 | 1                 | 10                | 1         |           | N/A         | N/A         | N/A         |

Zeichenerklärung: S = Turniersieg; F, HF, VF, AF = Einzug ins Finale / Halbfinale / Viertelfinale / Achtelfinale; 1, 2, 3 = Ausscheiden in der 1. / 2. / 3. Hauptrunde; RR = Round Robin (Gruppenphase); n. a. = nicht ausgetragen; a. K. = andere Kategorie; PO (Play-off) = Auf- und Abstiegsrunde im Billie Jean King Cup; K1, K2, K3 = Teilnahme in der Kontinentalgruppe I, II, III im Billie Jean King Cup.
Anmerkung: Diese Statistik berücksichtigt alle Ergebnisse im Doppel bei ITF- und WTA-Turnieren. Als Quelle dient die ITF-Seite der Spielerin. Dargestellt sind nur WTA-Turniere der Kategorie Tier I (bis 2008), die WTA-Turniere der Kategorien Premier Mandatory und Premier 5 (2009–2020) bzw. die WTA-Turniere der Kategorie 1000 (seit 2021).

### Mixed
| Turnier         | 2016 | 2017 | 2018 | 2019 | 2020 | 2021 | 2022 | 2023 | 2024 | 2025 | Karriere |
| --------------- | ---- | ---- | ---- | ---- | ---- | ---- | ---- | ---- | ---- | ---- | -------- |
| Australian Open | —    | AF   | —    | —    | —    | —    | 1    | —    | —    | 1    | AF       |
| French Open     | —    | —    | 1    | —    |      | —    | —    | —    | 1    | 1    | 1        |
| Wimbledon       | 2    | —    | —    | —    |      | —    | —    | —    | —    | S    | S        |
| US Open         | —    | —    | —    | —    |      | —    | —    | 1    | AF   |      | AF       |

## Auszeichnungen
- WTA Doppel-Team des Jahres – 2018, 2021[6], 2022[7]